# 朱俊 (擊劍運動員)
朱俊（1984年7月2日—），江蘇高郵人，中國男子擊劍運動員，八一隊運動員。

## 生涯
朱俊於1994年在揚州市體育學枚接受擊劍運動的訓練，教練是嚴國慶。翌年，他轉至廣州市體育學校參與訓練，李喆為他的教練。其後，他取得加入廣東隊的機會。2001年年底，他入選國家隊，教練過括過鷹與王海濱。2005年後，他改籍八一隊。
2004年4月，朱俊先在世界青年錦標賽的男子個人花劍小項中奪得冠軍，當時他在決賽中以15:10擊敗俄羅斯對手。事實上，他在兩年前的同一賽事中也取得了一個第三。3日後的男子團體花劍決賽中，他與隊友雷聲及黃良財以3分之差壓過意大利隊，再染指冠軍。次年1月，他在意大利舉行的花劍世界盃男子個人小項決賽不敵東道主對手，取得亞軍。隨後，他在德國站及葡萄牙站世界杯取得男子個人花劍小項的亞軍和季軍。同年12月，他在多哈亞運劍擊項目的男子團體花劍小項先後與雷、黃二人淘汰阿拉伯聯合大公國與香港隊晉身決賽，並以34:29擊敗南韓，摘下金牌。
2007年8月，朱俊聯同張亮亮等在亞洲錦標賽的男子團體花劍小項決賽以45:39擊敗日本，摘下金牌。
2008年，朱俊在北京2008年奧運會的男子花劍個人比賽奪得殿軍。

## 資料來源
1. 1 2 3 4  .   [2012-07-22]. （原始内容存档于2012-08-14）.（简体中文）
2. ↑  世界青年擊劍錦標賽男子花劍 朱俊為中國摘首金 的存檔，存档日期2007-09-28.
3. ↑  中國隊奪得擊劍世青賽男花女重兩項團體冠軍 的存檔，存档日期2007-09-28.
4. ↑  亚洲击剑锦标赛 中国包揽男花女重两枚团体金牌